# Divočina plukovníka Boba
Divočina plukovníka Boba je 48,4 km² rozlehlé chráněné území v jihozápadním rohu Olympijského národního lesa v americkém státě Washington. Své jméno nese po řečníkovi z devatenáctého století Robertu Greenovi Ingersollovi a nachází se asi 25 kilometrů východně od Quinaultského jezera. Zatímco nadmořská výška se zde v různých částech velice liší, druhou nejvyšší horou je Hora plukovníka Boba s 1 371 metry nad mořem. Divočinu pokrývá deštný prales mírného pásma, jehož roční úhrn srážek dosahuje 3 810 milimetrů.